# Brice Wembangomo
Brice Wembangomo, né le 18 décembre 1996 à Kinshasa, est un footballeur international norvégien qui évolue au poste de arrière droit au FK Bodø/Glimt.

## Biographie

### Carrière en club
Né à Kinshasa au Zaïre, Brice Wembangomo est formé par le Sarpsborg FK puis le Sarpsborg 08, où il commence sa carrière professionnelle en championnat de Norvège. Il joue son premier match avec l'équipe première du club le 28 septembre 2014 : il remplace Kristoffer Tokstad lors de la défaite 3-1 subie sur le terrain du Start .
Il est ensuite prêté au Kvik Halden FK pendant toute la saison 2015 et au Fredrikstad FK fin 2016.
Ne rejouant pas après au Sarpsborg 08, il est transféré au FK Jerv en 2017, puis au Sandefjord Fotball où il va vraiment s'illustrer en Eliteserien.
Le 3 janvier 2022, sa signature est annoncée à Bodø/Glimt pour un contrat de trois ans. Il devient rapidement un élément central du club, en championnat et en coupe d'Europe.

### Carrière en sélection
En juin 2023, Brice Wembangomo est convoqué pour la première fois avec l'équipe senior de Norvège. Il honore sa première sélection le 20 juin 2023, lors d'un match des éliminatoires de l'Euro contre Chypre. Il remplace Julian Ryerson et son équipe s'impose 3-1.

## Palmarès
FK Bodø/Glimt
- Championnat de Norvège (1) :
  - Champion : 2023.